# Sharovipteryx
Sharovipteryx ("Asa de Sharov", previamente conhecido como Podopteryx, "asa no pé") foi um réptil pré-histórico que viveu durante o início do período Triássico. Media aproximadamente 2.5 cm sem contar com a sua cauda extremamente longa e pesava 7.5 gramas. Este animal foi notável por ter sido um dos primeiros vertebrados a desenvolver habilidades planadoras, ou talvez até mesmo voadoras. Pode ter sido aparentado, ou ser mesmo o ancestral, dos pterossauros. Diferente dos pterossauros, aves e morcegos no entanto, ele utilizava as patas traseiras para planar, e não as dianteiras.

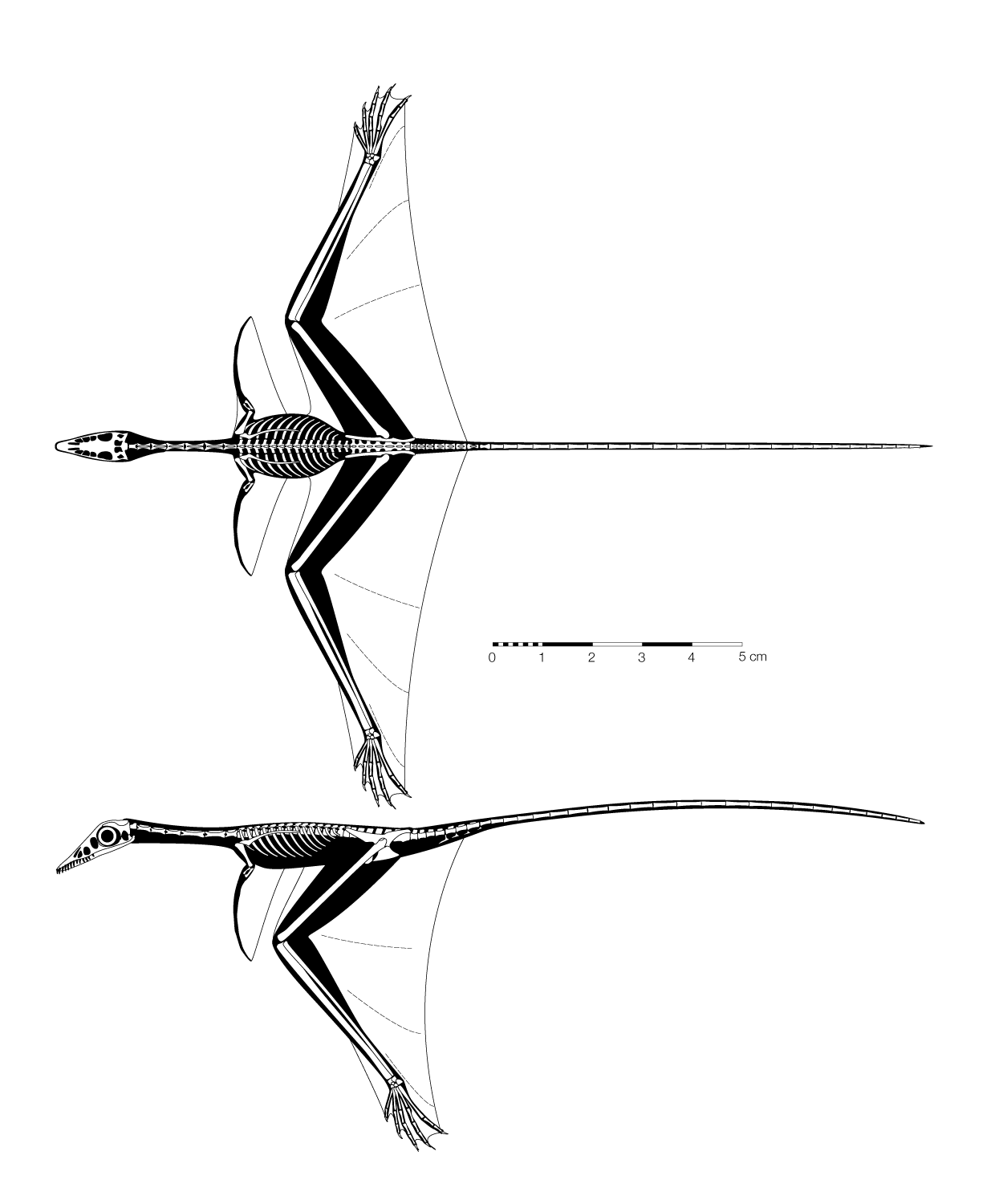
Reconstrução

Sharovipteryx era um réptil bípede capaz de correr na vertical antes de conseguir voar. Para se permitir ao voo a sua pelvis melhorou, as suas vértebras sacrais aumentaram em número, os seus membros anteriores aumentaram, o seu torso diminuiu e a sua cauda tornou-se mais fina. O definhamento dos músculos da cauda e o aumento dos da pélvis indicam um metabolismo tipo pterossauro, provavelmente homeotérmico.

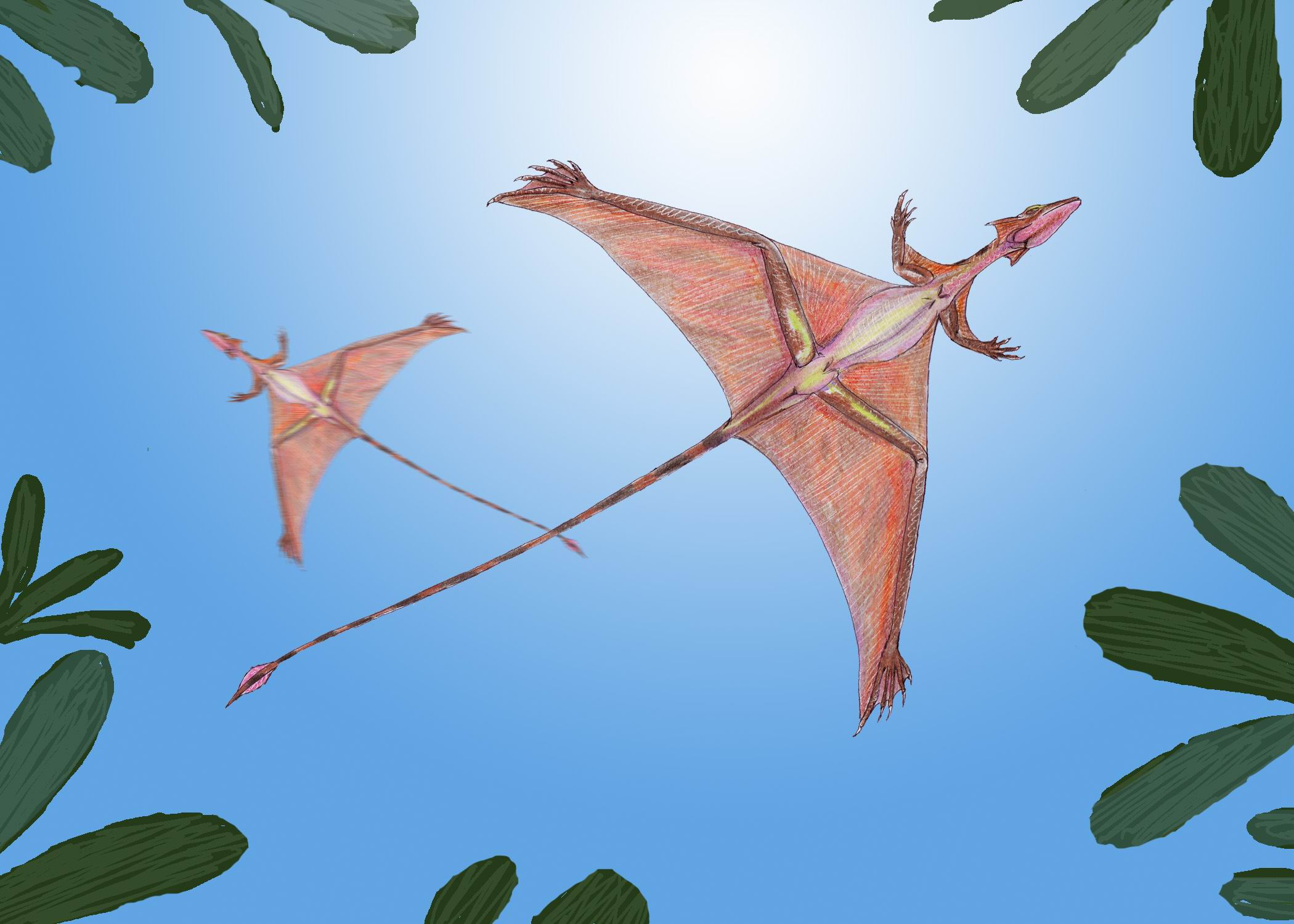